# Bitwa pod Rohatynem
Bitwa pod Rohatynem – walki polskich 37 pułku piechoty ppłk. Michała Remiszewskiego i 52 pułku piechoty z oddziałami sowieckich 8 Dywizji Kawalerii Czerwonych Kozaków i 41 Dywizji Strzelców w czasie ofensywy jesiennej wojsk polskich w okresie wojny polsko-bolszewickiej.

## Geneza
Realizując w drugiej połowie sierpnia 1920 operację warszawską, wojska polskie powstrzymały armie Frontu Zachodniego Michaiła Tuchaczewskiego. 1 Armia gen. Franciszka Latinika zatrzymała sowieckie natarcie na przedmościu warszawskim, 5 Armia gen. Władysława Sikorskiego podjęła działania ofensywne nad Wkrą, a ostateczny cios sowieckim armiom zadał marszałek Józef Piłsudski, wyprowadzając uderzenie znad Wieprza. Zmieniło to radykalnie losy wojny. Od tego momentu Wojsko Polskie było w permanentnej ofensywie.
Reorganizując siły, Naczelne Dowództwo Wojska Polskiego zlikwidowało dowództwa frontów i rozformowało 1. i 5. Armię. Na froncie przeciwsowieckim rozwinięte zostały 2., 3., 4. i 6. Armie.
Gdy na północy rozgrywała się wielka bitwa nad Wisłą, na południu 3. i 6 Armia prowadziły w dalszym ciągu ciężkie walki w obronie Lwowa, nad Bugiem i Gniłą Lipą.
Po zwycięskich walkach z 1 Armią Konną pod Zamościem i Komarowem polskie Naczelne Dowództwo zaczęło na południowym odcinku frontu przygotowania do oswobodzenia Galicji Wschodniej i Wołynia. Przed przystąpieniem do działań zaczepnych postanowiono podjąć siłami 3 Armii jeszcze jedną próbę rozbicia sowieckiej 1 Armii Konnej. 5 września koncentryczne natarcie na Hrubieszów rozpoczęły główne siły 3 Armii: od południowego zachodu uderzyła 13 Dywizja Piechoty i 1 Dywizja Jazdy, od zachodu 2 Dywizja Piechoty Legionów, a od północy 9 Dywizja Piechoty.
5 września, w celu powstrzymania sowieckiego natarcia pod Chodorowem, polskie dowództwo przerzuciło do rejonu tego miasta oddziały 4 Dywizji Piechoty płk. Ferdynanda Zarzyckiego.

## Walczące wojska
| Jednostka            | Dowódca                  | Podporządkowanie   |
| Wojsko Polskie       |                          |                    |
| 4 Dywizja Piechoty   | płk Ferdynand Zarzycki   |                    |
| ⇒ 37 pułk piechoty   | ppłk. Michał Remiszewski | 4 Dywizja Piechoty |
| → I batalion 37 pp   |                          | 37 pułk piechoty   |
| → II batalion 37 pp  |                          |                    |
| 12 Dywizja Piechoty  | gen. Marian Januszajtis  |                    |
| ⇒ 52 pułk piechoty   |                          |                    |
| → I batalion 52 pp   | kpt. Julian Kownacki     |                    |
| Armia Czerwona       |                          |                    |
| 8 Dywizja Kawalerii  |                          |                    |
| 41 Dywizja Strzelców |                          |                    |

## Walki pod Rohatynem
7 września 37 pułk piechoty uderzył na sowieckie oddziały zagrażające linii kolejowej Chodorów – Lwów i osiągnął linię rzeki Świrz. Jednak dopiero wieczorem następnego dnia pułk swoim I batalionem zdobył przyczółek na wschodnim brzegu rzeki. Kolejnego dnia nad ranem do walki na przyczółku wszedł II/37 pp i nacierał w kierunku na Babuchów.
Przeciwnik rozpoczął odwrót, a I/37 pp kontynuował natarcie przez Knihynicze na Rohatyn.
Około 17.00 I batalion opanował Rohatyn i zorganizował obronę miejscowości, a kilkakrotne kontrataki sowieckiej 41 Dywizji Strzelców były krwawo odpierane. Walki trwały przez dwa kolejne dni. 37 pułk piechoty też kontratakował. W czasie działań zaczepnych opanował Czartową Górę i Putiatyńce położone na wschodnim brzegu Gniłej Lipy.
Nocą z 11 na 12 września pułk został zluzowany przez dwa bataliony 52 pułku piechoty i odszedł do odwodu.
W obronie Rohatyna pozostał też II batalion 37 pp.
Rano 12 września artyleria sowiecka otworzyła ogień na stanowiska 52 pułku piechoty. Po przygotowaniu artyleryjskim do ataku ruszyła piechota 41 Dywizji Strzelców wspierane przez kozaków 8 Dywizji Kawalerii. Sowieckie uderzenie wyparło Polaków z Putiatyńców i Babuchów, a następnie także z Czartowej Góry i zagroziło Rohatynowi. Kontratakujący na Babuchów odwodowy batalion 52 pp został otoczony przez oddziały 8 DK i poniósł wysokie straty. Towarzyszące mu 6 i 7 baterie 4 pułku artylerii polowej ogniem „na wprost” odrzuciły szarżę kawalerii i umożliwiły piechocie wycofanie się. Kontynuując uderzenie, oddziały sowieckich 41 DS i 8 DK wdarły się do Rohatyna. Dopiero kontratak II/37 pp i I/52 pp wyrzucił je z miasta.

## Bilans walk
W czterodniowych walkach o Rohatyn Polacy stracili około pięciuset poległych i rannych.
9 września – dzień zdobycia Rohatynia przez poddziały polskie, 37 Łęczycki Pułk Piechoty im. ks. Józefa Poniatowskiego przyjął jako datę święta pułkowego. Obchodzono je uroczyście w latach 1921–1934.

Komunikaty prasowe Sztabu Generalnego donosiły:
- 10 września – Na wschód od Knihinicz oddziały nasze, po zaciętych walkach opanowały Rohatyn, osiągając w ten sposób opuszczoną przed paroma dniami linię Gniłej Lipy.
- 11 września – Kilkakrotne ataki nieprzyjaciela na Rahatyn były krwawo odparte.
- 14 września – Oddziały bolszewickie, które zdołały przedrzeć się w okręgu Rohatyna, wstrzymano na linji rzeki Świż.